# Заславски, Дора
Дора Заславски (англ. Dora Zaslavsky Koch; 18 июля 1904, Кременчуг — 9 сентября 1987, Нью-Йорк) — американский фортепианный педагог.
Родилась в еврейской семье, обосновавшейся в США в 1905 году. Начала учиться музыке у Джанет Шенк, основательницы Манхэттенской школы музыки, затем училась там же у Гарольда Бауэра, в 1920 году стала первой аспиранткой этого учебного заведения. Позднее совершенствовала своё мастерство под руководством Вильгельма Бакхауса. В дальнейшем несколько десятков лет, вплоть до 1985 года, преподавала в своей alma mater. Среди наиболее известных учеников Заславски были, в частности, Эбби Саймон, признававшийся, что именно Заславски «открыла ему глаза на всевозможные области музыки, о которых он прежде не подозревал», и Томас Рихнер, чья книга «Руководство по исполнению фортепианных сонат Моцарта» (англ. Orientation for Interpreting Mozart's Piano Sonatas; 1953) посвящена «Доре Заславски, чьё наставничество и вдохновение открыло мне истинные музыкальные ценности» (англ. To Dora Zaslavsky, through whose guidance and inspiration I have discovered true musical values). У Заславски также учились Роберт Гамильтон, Давид Бар-Илан, Эрик Ларсен.
После кратковременного первого брака Заславски в 1935 году вышла замуж за художника Джона Коха, с которым прожила до конца его жизни. Коху принадлежит портрет жены (1942), в котором критика видела отсылки к Рубенсу и Гойе; жена появляется и на других его картинах — в частности, на жанровом полотне «Интерлюдия» (1963), где предлагает обнажённой модели в мастерской художника чашку чаю.